# Esoptron
Esoptron je drugi studijski album grčkog simfonijskog death metal-sastava Septic Flesh.  Diskografska kuća Holy Records objavila ga je u lipnju 1995. Jedini je njihov album na kojem nije svirao gitarist Christos Antoniou. Godine 2013. album je ponovno objavljen.

## Popis pjesama
Tekstovi i glazba: Sotiris. 
| 1.    | »Breaking the Inner Seal« (instrumental) | 0:50 |
| 2.    | »Esoptron«                               | 5:19 |
| 3.    | »Burning Phoenix«                        | 4:39 |
| 4.    | »Astral Sea« (instrumental)              | 0:30 |
| 5.    | »Rain«                                   | 3:39 |
| 6.    | »Ice Castle«                             | 5:54 |
| 7.    | »Celebration« (instrumental)             | 0:53 |
| 8.    | »Succubus Priestess«                     | 4:10 |
| 9.    | »So Clean, So Empty«                     | 3:57 |
| 10.   | »The Eyes of Set«                        | 4:50 |
| 11.   | »Narcissism«                             | 8:55 |
| 54:54 |                                          |      |

## Zasluge
Septic Flesh
- Spiros – bas-gitara, vokali, naslovnica
- Sotiris – gitara, vokali, klavijature

Ostalo osoblje
- M. W. Daoloth – produkcija, tonska obrada